# Iasna Poleana, Bilozerka
Iasna Poleana (în ucraineană Ясна Поляна) este un sat în comuna Inhuleț din raionul Bilozerka, regiunea Herson, Ucraina.

## Demografie
Componența lingvistică a localității Iasna Poleana
     Ucraineană (94,87%)
     Rusă (5,13%)
Conform recensământului din 2001, majoritatea populației localității Iasna Poleana era vorbitoare de ucraineană (94,87%), existând în minoritate și vorbitori de rusă (5,13%).